# Свобода (Вадский район)
Свобо́да — село в Вадском районе Нижегородской области. Входит в состав Круто-Майданского сельсовета.

## География
Деревня находится на расстоянии 15 км к северо-востоку от Вада, административного центра района, и 78 км к юго-востоку от Нижнего Новгорода. Ближайший к деревне населённый пункт — деревня Новосёлки.

## История
Указом Президиума Верховного Совета РСФСР от 16 августа 1940 года деревне Вшивка присвоено наименование Свобода.

## Население
| 1999 | 2002 | 2010 |
| ---- | ---- | ---- |
| 305  | ↘279 | ↘220 |

Национальный состав
Согласно результатам переписи 2002 года, в национальной структуре населения русские составляли 97 % из 279 чел.